# Capu Biancu
Le Capu Biancu (prononcé [ˌka.bŭ ˈjɑ̃ˑŋ.kŭ]) est un sommet de Corse situé dans le massif du Monte Cinto et qui culmine à 2 562 m.
Il se situe sur la commune d'Asco dans le département de la Haute-Corse.
Il possède une antécime nord culminant à 2 551 m. À ses pieds se trouve un cirque montagneux abritant les trois lacs du Lancone (Ghiarghe Rosse, Occhi Neri et Lancone Sottano).

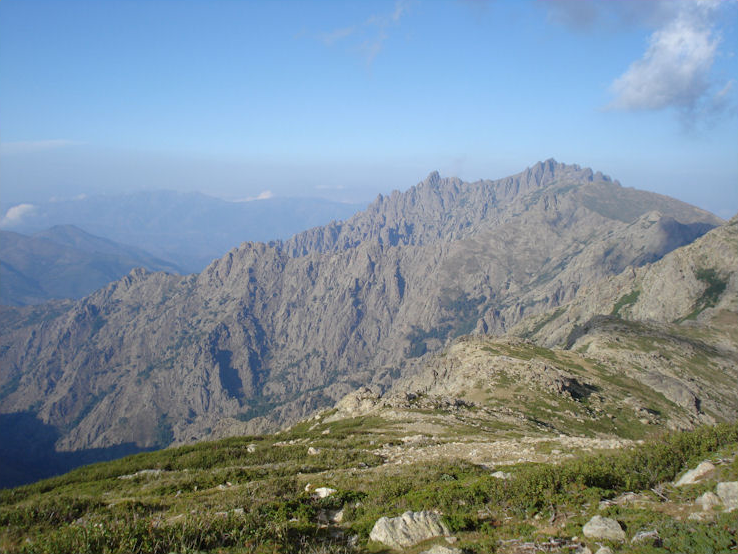
Vue des aiguilles de Popolasca depuis le Capu Biancu.